# Supercoupe de Belgique de football 1979
La Supercoupe de Belgique 1979 est un match de football qui a été joué le 22 août 1979, entre le vainqueur du championnat de division 1 belge 1978-1979, le KSK Beveren et le vainqueur de la coupe de Belgique 1978-1979, le Beerschot.
Le KSK Beveren remporte le match après la séance de tirs au but, et devient de facto le premier club à remporter ce trophée. À noter que le match s'est déroulé sur le terrain du Beerschot, vainqueur de la Coupe et non sur celui de Beveren, champion en titre. 

## Feuille de match
| Titulaires : |  |
| |  |
| GK Jan Tomaszewski · RB Paul Beloy Beloy · CB Louis De Weerdt · CB Louis Van Gucht · LB Julien Cools · RM Juan Lozano · CM Frank Schrauwen · CM Johan Coninx 42e · LM René Mücher · RF Emmanuel Sanon · LF Stani Gzil · |  |
| Remplaçants : |  |
| CM Johnny Van Abbeny 42e · |  |
| Entraîneur : |  |
| Ladislav Novák |  |

| Titulaires : |  |
| |  |
| GK Jean-Marie Pfaff RB Eddy Jaspers CB Paul Van Genechten CB Freddy Buyl LB Rudi Van Goethem RM Wim Hofkens CM Florent Truyens CM Jan Hoebeeck LM Jan Simoen CF Albert Cluytens CF Jean Janssens |  |
| Entraîneur : |  |
| Robert Goethals |  |

| Titulaires : |  |
| |  |
| GK Jan Tomaszewski · RB Paul Beloy Beloy · CB Louis De Weerdt · CB Louis Van Gucht · LB Julien Cools · RM Juan Lozano · CM Frank Schrauwen · CM Johan Coninx 42e · LM René Mücher · RF Emmanuel Sanon · LF Stani Gzil · |  |
| Remplaçants : |  |
| CM Johnny Van Abbeny 42e · |  |
| Entraîneur : |  |
| Ladislav Novák |  |

| Titulaires : |  |
| |  |
| GK Jean-Marie Pfaff RB Eddy Jaspers CB Paul Van Genechten CB Freddy Buyl LB Rudi Van Goethem RM Wim Hofkens CM Florent Truyens CM Jan Hoebeeck LM Jan Simoen CF Albert Cluytens CF Jean Janssens |  |
| Entraîneur : |  |
| Robert Goethals |  |